# Nicotinato deshidrogenasa
La nicotinato deshidrogenasa (EC 1.17.1.5) es una enzima que cataliza la siguiente reacción química:

Esta fórmula estructural utiliza texto incrustado para sus símbolos químicos.

Por lo tanto los tres sustratos de esta enzima son nicotinato, agua, y NADP+
; mientras que sus tres productos son 6-hidroxiniconato, NADPH, y un ion hidrógeno.

## Clasificación
Esta enzima pertenece a la familia de las oxidorreductasas, más específicamente a aquellas oxidorreductasas que actúan sobre grupos CH o CH
2 como donantes de electrones y con NAD+
 o NADP+
 como aceptor.

## Nomenclatura
El nombre sistemático de esta clase de enzimas es nicotinato:NADP+
 6-oxidorreductasa (hidroxilante). Otros nombres de uso común incluyen ácido nicotínico hidroxilasa, y nicotinato hidroxilasa.

## Estructura y función
Esta enzima participa en el metabolismo del nicotinato y nicotinamida. Posee dos cofactores FAD y hierro.